# Салмин, Алексей Николаевич
Алексей Николаевич Салмин (30 октября 1961, с. Ундоры, Ульяновская область — 7 февраля 2023, Москва) — российский военачальник, генерал-лейтенант (2015).

## Биография
Родился 30 октября 1961 года в Ульяновской области в семье военнослужащего.
Окончил Киевское высшее общевойсковое командное училище (1982), Общевойсковую академию ВС РФ (1996) и Военную академию Генерального штаба с отличием (2005).
Службу проходил в ГСВГ, где командовал взводом и ротой, в Уральском и Приволжско-Уральском военных округах.
С 2005 по 2007 год — командир 27-й мотострелковой дивизии Приволжско-Уральского военного округа (полковник).
С 2008 по 2010 год — начальник Новосибирского высшего военного командного училища.
С 2010 года — начальник штаба — первый заместитель командующего 2-й гвардейской общевойсковой армией Центрального военного округа.
С октябре 2013 года — командующий 5-й общевойсковой армией Восточного военного округа.
Указом Президента Российской Федерации от 11.12.2015 г. № 619 присвоено воинское звание генерал-лейтенант.
В сентябре 2016 года назначен помощником командующего Тихоокеанским флотом.
С декабря 2017 года — заместитель командующего войсками Западного военного округа.
С августа 2018 года — начальник Военной инспекции – главный военный инспектор Министерства обороны Российской Федерации.
Награждён орденами «За заслуги перед Отечеством» IV степени с мечами, Александра Невского, Почёта, Мужества (по некоторым данным, получил за участие в операции ВС России в Сирийской Арабской Республике) и рядом медалей СССР и России.
Скончался 7 февраля 2023 года после тяжёлой и продолжительной болезни на 62-м году жизни. Похоронен в г. Верхняя Пышма Свердловской области.